# Pilot 1000
El Pilot 1000 i el Pilot 5000 van ser les primeres generacions de PDA produïdes per Palm Computing (aleshores empresa subsidiària de US Robotics). Es va presentar el març de 1996.

## Característiques
El Pilot utilitza un processador Motorola 68328 a 16 MHz i tenia 128 kB (Pilot 1000) o 512 kB (Pilot 5000) integrats a la memòria d'accés aleatori.
La caixa del Pilot 1000 és de plàstic (diversos colors). Les seves dimensions són 120x80x18 mm i el pes és de 160 grams. El Pilot té un panell tàctil LCD monocrom de 160 x 160 píxels, amb una "zona d'entrada Graffiti " presentada al terç inferior de la pantalla. A sota de la pantalla hi ha un botó verd d'encesa/desactivació, quatre botons d'aplicacions (Llibreta de dates, Llibreta d'adreces, Llista de tasques pendents i Bloc de notes) i dos botons de desplaçament. A l'esquerra, control de contrast. A la part superior dreta, ranura del llapis. A la part posterior del dispositiu hi ha una porta de ranura de memòria, un botó de restabliment, un compartiment de piles (que contenen dues piles AAA) i un port sèrie (per utilitzar-lo amb la base PalmPilot).
La memòria es guarda en una "ranura de memòria" sota una coberta de plàstic a la part superior posterior de la PDA. Un xip ROM de 512 kB emmagatzema el Palm OS 1.0 i les aplicacions residents. La memòria RAM està disponible en 128 kB, 512 kB o 1 MB; amb una targeta de memòria PalmPilot Professional, fins a 2 MB de RAM. El límit de memòria és de 12 MB de RAM i 4 MB de ROM.
Després d'una prova de calibratge presentada durant l'arrencada, el Pilot s'engega i està preparat per al seu ús i sincronització. La connexió i sincronització de la PDA es va fer inicialment mitjançant una utilitat anomenada Pilot Desktop. Per a l'ordinador, Pilot Desktop es va distribuïa en un disc de 3½ polzades o en CD-ROM (segons un conjunt de disquets originals, la v1.0 era per a Windows 95 i incloïa un disc tutorial i dos discs win32s per a Windows 3.1 ; v2.0). era per a Windows 95 i Windows NT). Després va sortir una versió de Pilot Desktop (anomenada Palm Desktop) per utilitzar-la amb la plataforma Mac i amb suport de codi obert per utilitzar-la en distribucions de Linux (una de les plataformes de desenvolupament per a Palm OS), també.

## Demandes
Palm, Inc. va ser demandada per la companyia de plomes Pilot per utilitzar el nom "Pilot". Palm es va veure involucrat més tard en una batalla legal on Xerox va presentar una demanda per la patent "Unistroke" de David Goldberg.